# Żeroniczki
Żeroniczki – wieś w Polsce położona w województwie wielkopolskim, w powiecie tureckim, w gminie Przykona.
W latach 1975–1998 miejscowość administracyjnie należała do województwa konińskiego.
We wsi stoi ciekawa forma architektoniczna – pozostałość po majątku Szepego (lub Schoepego), dworek z początku XX wieku.